# ショパンを弾く
『ショパンを弾く』は、NHK教育テレビジョンの「趣味百科」で1993年1月から3月に放送されたテレビ番組である。

## 概要
シプリアン・カツァリスを講師に迎え、ショパンの膨大なピアノ曲の中から人気の13作品をレッスンする番組。

## 放送内容
- 第1回 - プレリュード第15番 作品28の15 「雨だれ」
- 第2回 - 幻想即興曲 作品66
- 第3回 - ノクターン第2番 作品9の2
- 第4回 - ポロネーズ第1番 作品26の1
- 第5回 - マズルカ第25番 作品33の4
- 第6回 - バラード第3番 作品47
- 第7回 - ワルツ第3番 作品34の2 / ワルツ第6番 作品64の1 「小犬のワルツ」
- 第8回 - ポロネーズ第6番 作品53 「英雄」
- 第9回 - ノクターン第20番 嬰ハ短調 （遺作）
- 第10回、第11回 - スケルツォ第2番 作品31
- 第12回 - ピアノ・ソナタ第3番 作品58 （第1楽章）
- 第13回 - エチュード 作品10の3番 「別れの曲」